# Озера Башкортостану

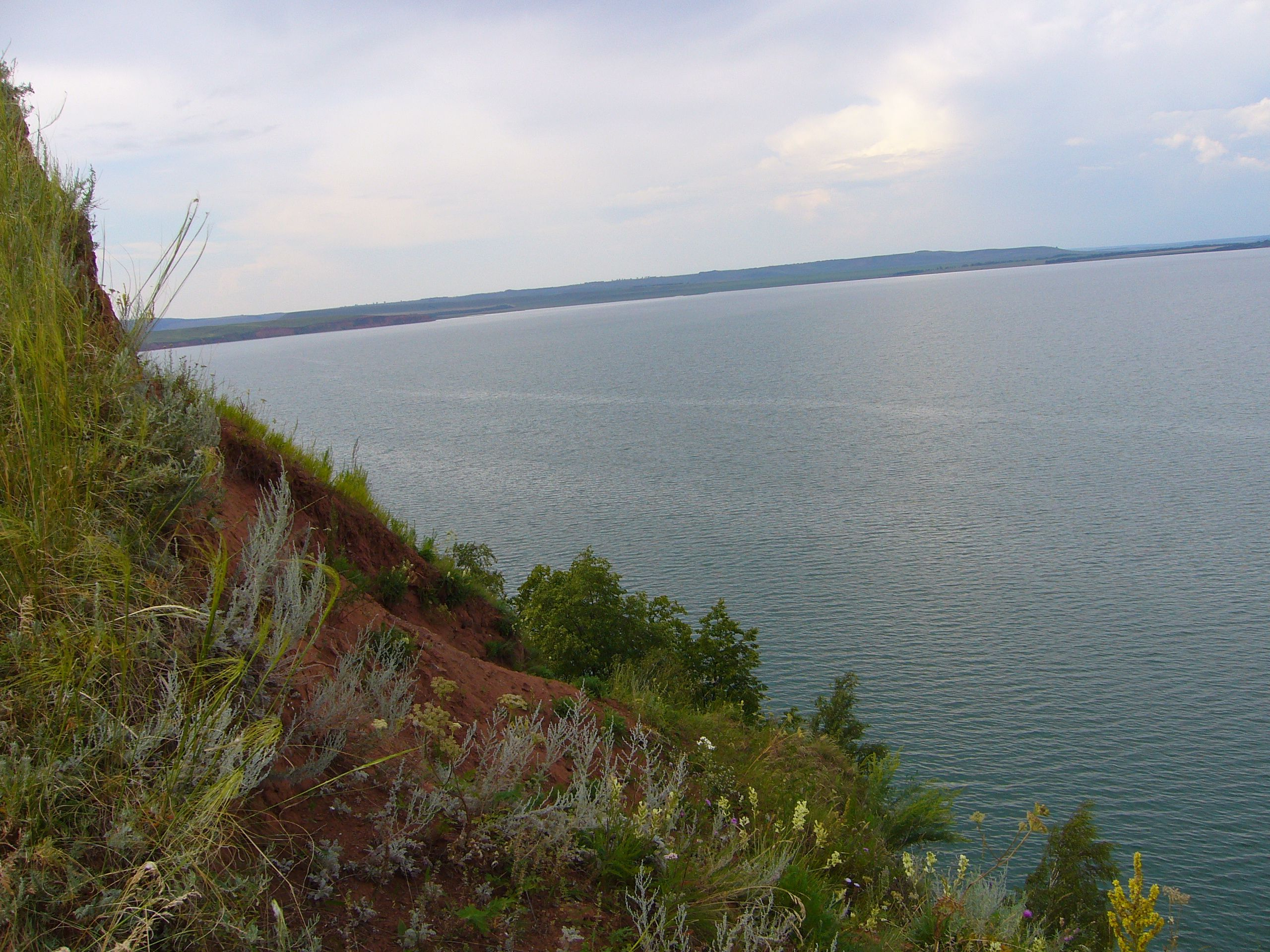
Світлина озера «Асли-Куль»

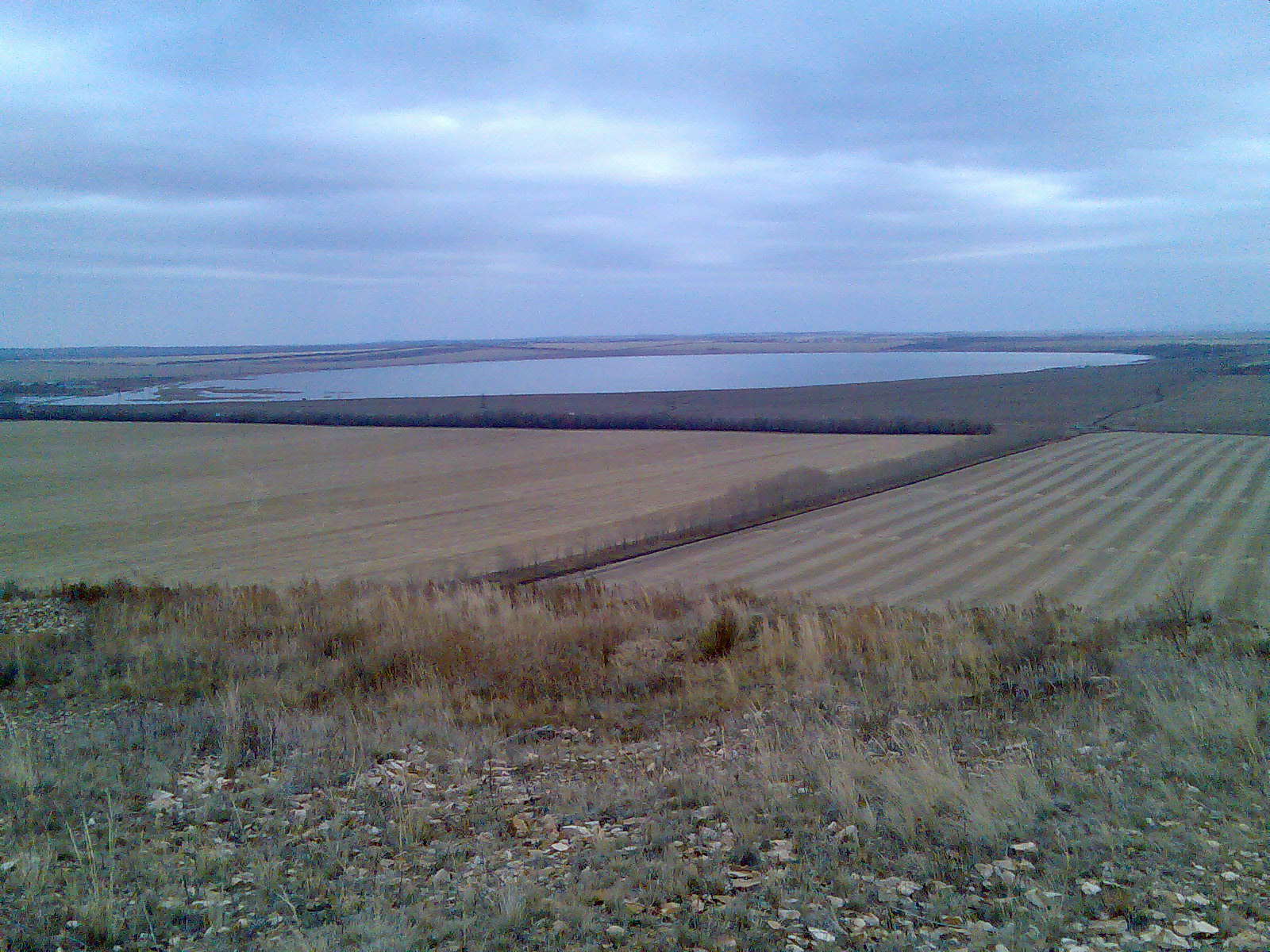
Світлина озера «Мулдаккуль»

Озера Башкортоста́ну — сукупність усіх озер, розташованих на території Республіки Башкортостан.

## Загальна характеристика
У Республіці Башкортостан більш як 2200 великих і малих озер. Близько 75 % лежать у західних районах республіки. Більш як 700 озер мають водно-ерозійне походження, тобто вони заплавні. За басейнами річок розподіляються таким чином:
- за басейном річки Біла — близько 73 %;
- за басейном річки Дьома — 12 %;
- за басейном річки Ік — 8 %;
- за басейном річки Уфа — 7 % .

Найбільші озера лежать у Передураллі: Асли-Куль, Кандри-Куль (карстово-провального походження), Біле Озеро, Яланькуль. В Башкирському Заураллі — Ургун, Великі Учали, Карагайкуль, Узункуль, Банне, Суртанди, Чебаркуль, Атавди, Култубан, Мулдаккуль, Талкас та інші тектонічного походження. З них до кортовських належить Біле озеро; до безстічних — Атавди, Мулдаккуль, Яугуль; до стічних — решта.
Більшість озер у Башкортостані евтрофні, озеро Банне — оліготрофне.
Озера Біле, Кандри-Куль, Карагайкуль, Кієшки, Мулдаккуль, Сарвінське, Соснове, Татиш, Тугар-Салган, Упканкуль, Ургун, Шамсутдин, Шингаккуль відносяться до пам'яток природи. Навколо озера Асли-Куль створений природний парк «Асли-Куль».

## Характеристика найбільших озер

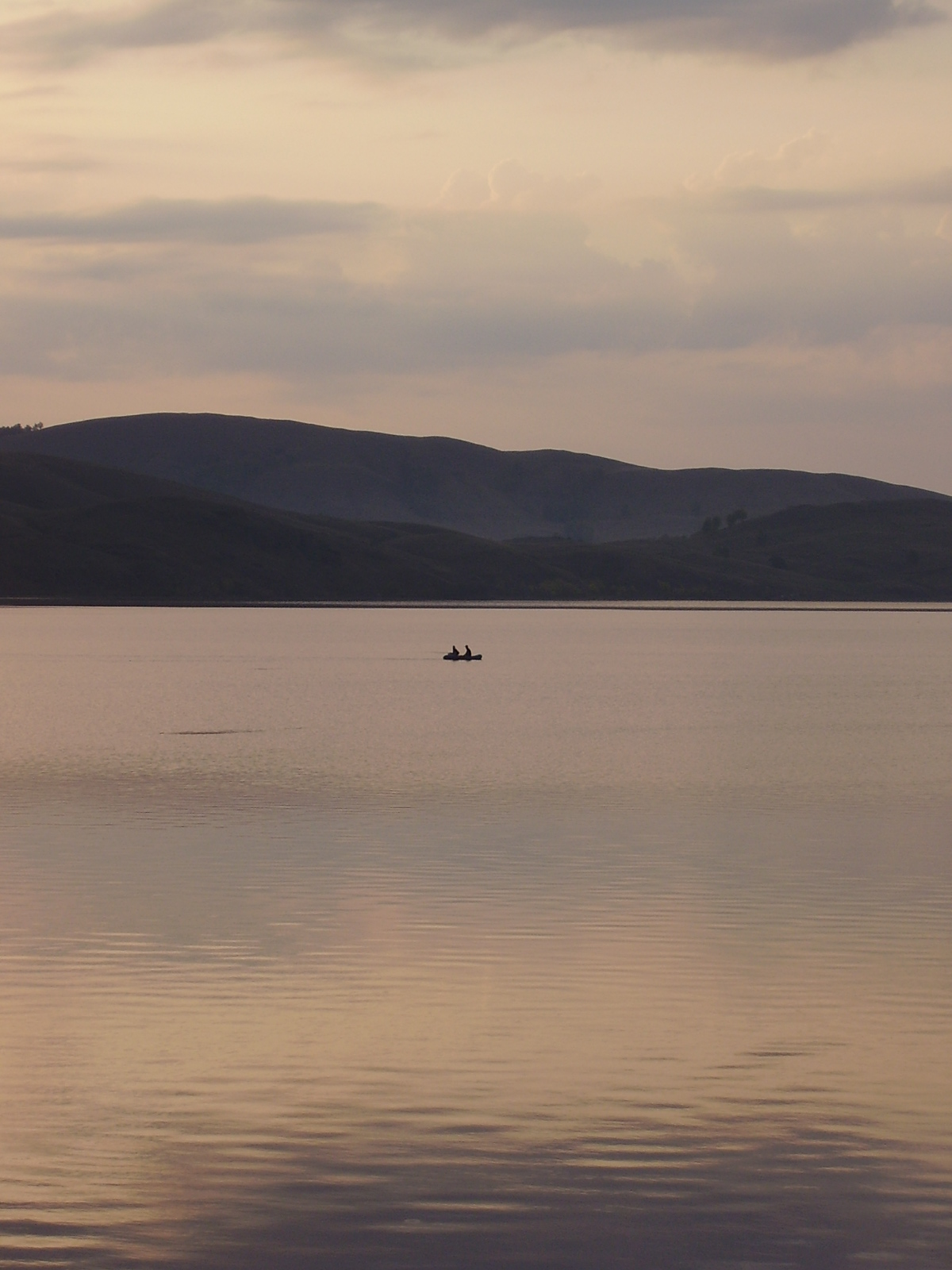
Світлина «Банного озера»

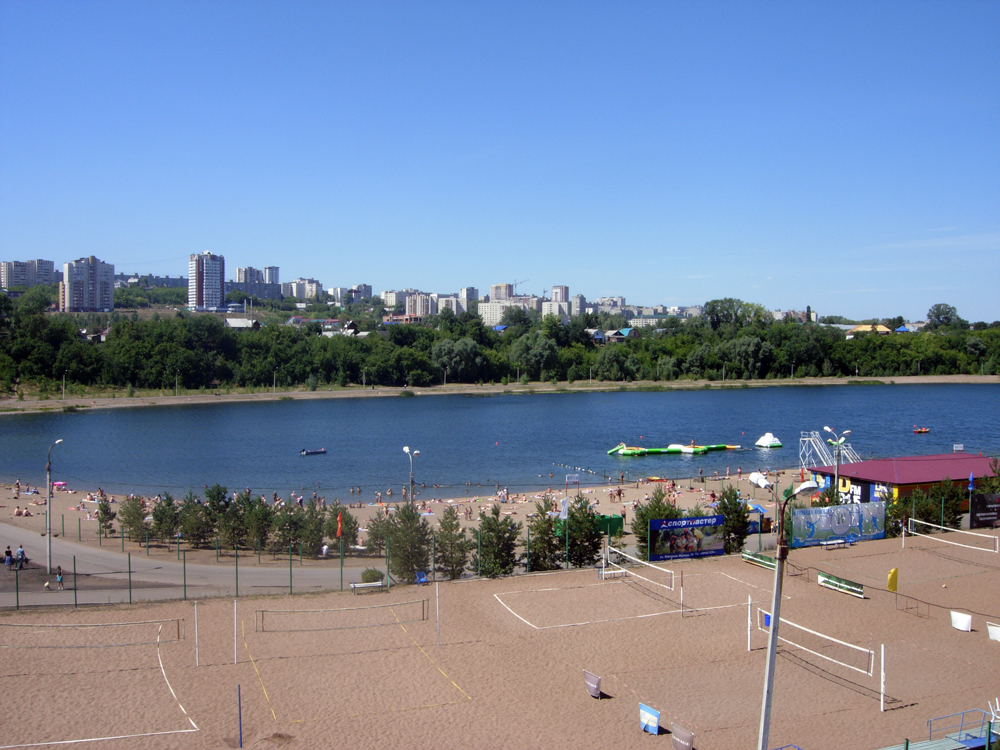
Світлина озера «Кашкадан»

## Характеристика найбільших озер[3]
| Назва           | Площа водного дзеркала(км²) | Площа водозбору (км²) | Абсолютна відмітка рівня води (м) | Об'єм (млн. м³) | Середня глибина (м) | Найбільша глибина (м) | Довжина (км) | Середня ширина (км) | Довжина берегової лінії (км) |
| --------------- | --------------------------- | --------------------- | --------------------------------- | --------------- | ------------------- | --------------------- | ------------ | ------------------- | ---------------------------- |
| Асли-Куль       | 23,5                        | 106,0                 | 204,0                             | 119,0           | 5,1                 | 8,0                   | 7,1          | 3,31                | 20,5                         |
| Кандри-Куль     | 15,6                        | 67,1                  | 164,0                             | 112,7           | 7,2                 | 15,6                  | 6,5          | 3,38                | 17,2                         |
| Чебаркуль       | 10,0                        | 369,0                 | 381,0                             | 20,4            | 2,0                 | 3,5                   | 5,1          | 1,96                | 15,4                         |
| Ургун           | 9,2                         | 39,1                  | 514,0                             | 47,6            | 5,2                 | 7,7                   | 4,4          | 1,89                | 15,2                         |
| Біле Озеро      | 8,8                         | проточне              | 101,0                             | 34,5            | 3,9                 | 11,0                  | 6,1          | 1,43                | 15,8                         |
| Атавди          | 8,3                         | 69,8                  | 406,0                             | 28,6            | 3,4                 | 6,5                   | 4,0          | 2,08                | 12,2                         |
| Банне           | 7,7                         | 43,9                  | 438,0                             | 81,7            | 10,6                | 28,0                  | 4,0          | 1,89                | 11,2                         |
| Суртанди        | 7,4                         | 57,8                  | 407,0                             | 90,7            | 2,8                 | 4,0                   | 4,6          | 1,61                | 11,4                         |
| Култубан        | 7,2                         | 88,5                  | 371,3                             | 30,2            | 4,2                 | 5,1                   | 3,2          | 2,18                | 11,0                         |
| Мулдаккуль      | 6,2                         | 49,6                  | 406,0                             | 13,1            | 2,1                 | 2,5                   | 3,1          | 2,00                | 8,7                          |
| Узункуль        | 4,6                         | 36,5                  | 498,0                             | 9,2             | 2,0                 | 4,1                   | 4,5          | 1,21                | 11,5                         |
| Талкас          | 4,2                         | 25,6                  | 548,5                             | 18,9            | 4,5                 | 12,0                  | 4,0          | 0,99                | 9,3                          |
| Карагайли       | 3,8                         | 22,0                  | 518,0                             | 12,0            | 3,2                 | 4,0                   | 2,4          | 1,51                | 8,1                          |
| Великі Учали    | 3,1                         | 23,5                  | 511,0                             | 8,0             | 3,3                 | 5,5                   | 3,0          | 1,11                | 8,3                          |
| Карабаликти     | 2,6                         | 18,3                  | 421,0                             | 9,1             | 3,5                 | 6,0                   | 2,1          | 1,23                | 6,2                          |
| Мигиле          | 2,6                         | 12,0                  | 510,0                             | 9,4             | 3,6                 | 5,3                   | 1,5          | 1,68                | 4,6                          |
| Сабакти         | 2,4                         | 9,6                   | 437,0                             | 7,2             | 2,9                 | 6,0                   | 2,3          | 2,37                | 5,8                          |
| Південне Улянди | 2,3                         | 13,1                  | 422,0                             | 6,4             | 1,7                 | 2,3                   | 2,3          | 1,00                | 5,0                          |
| Північне Улянди | 2,2                         | 6,4                   | 413,0                             | 4,8             | 2,2                 | 3,5                   | 2,2          | 1,00                | 5,6                          |
| Калкан          | 1,8                         | 9,0                   | 511,5                             | 5,1             | 2,9                 | 4,7                   | 2,6          | 0,65                | 7,8                          |

## Цікаві факти
- Найсолоніше озеро в Башкортостані — Мулдаккуль[4].
- Найбільше озеро в Башкортостані за об'ємом води й за площею дзеркала — Асли-Куль. Довжина озера становить 7,1 км, а ширина — 3,3 км. Середня глибина озера — 5,3 м.
- Найглибше озеро в Башкоростані — Банне. Глибина сягає 28 метрів; середня глибина — 11 метрів[5].